# Callianthemum anemonoides
Callianthemum anemonoides är en ranunkelväxtart som först beskrevs av Alexander Zahlbruckner, och fick sitt nu gällande namn av Stephan Ladislaus Endlicher. Callianthemum anemonoides ingår i släktet Callianthemum och familjen ranunkelväxter. Inga underarter finns listade i Catalogue of Life.

## Bildgalleri

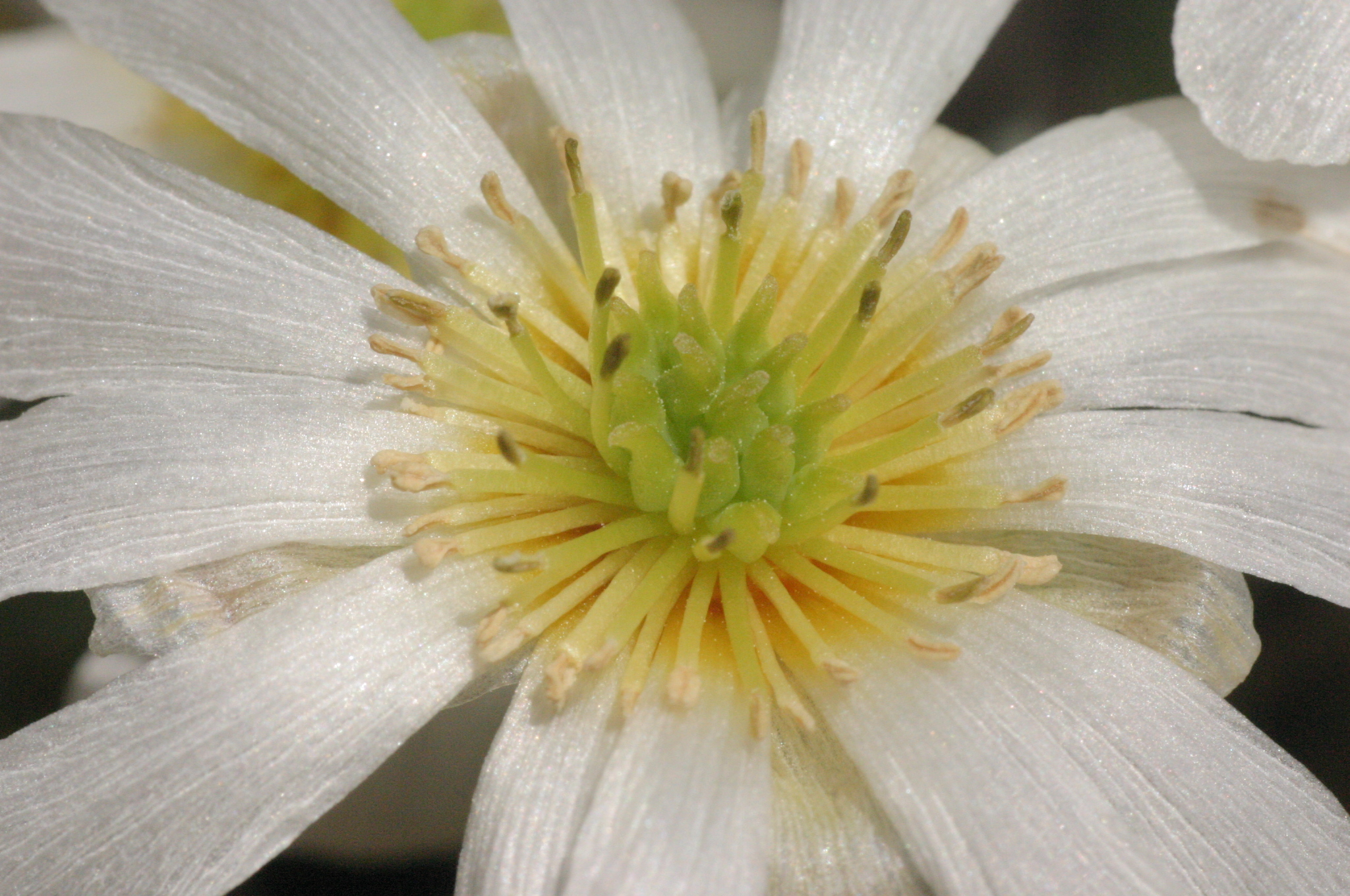
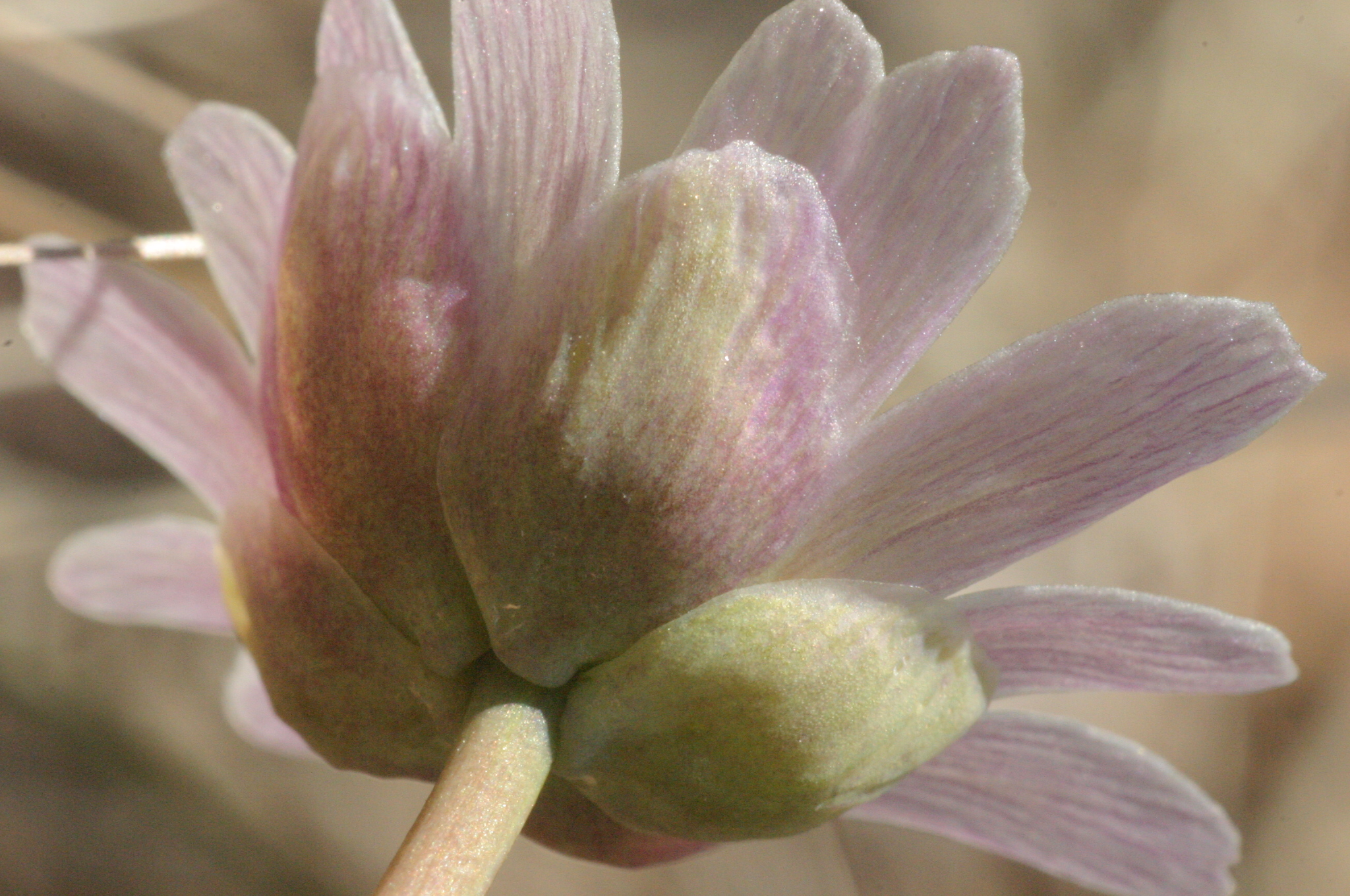
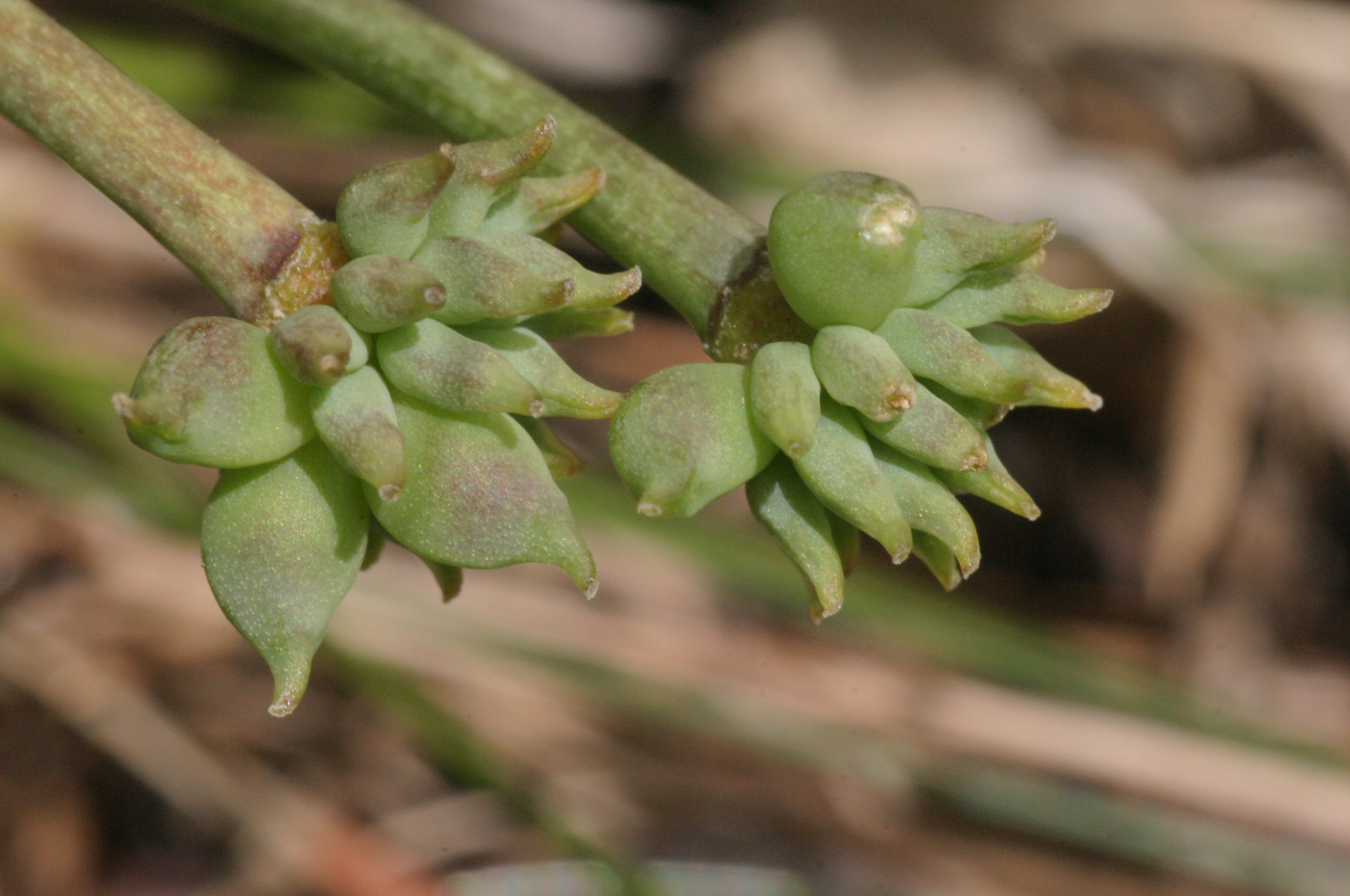
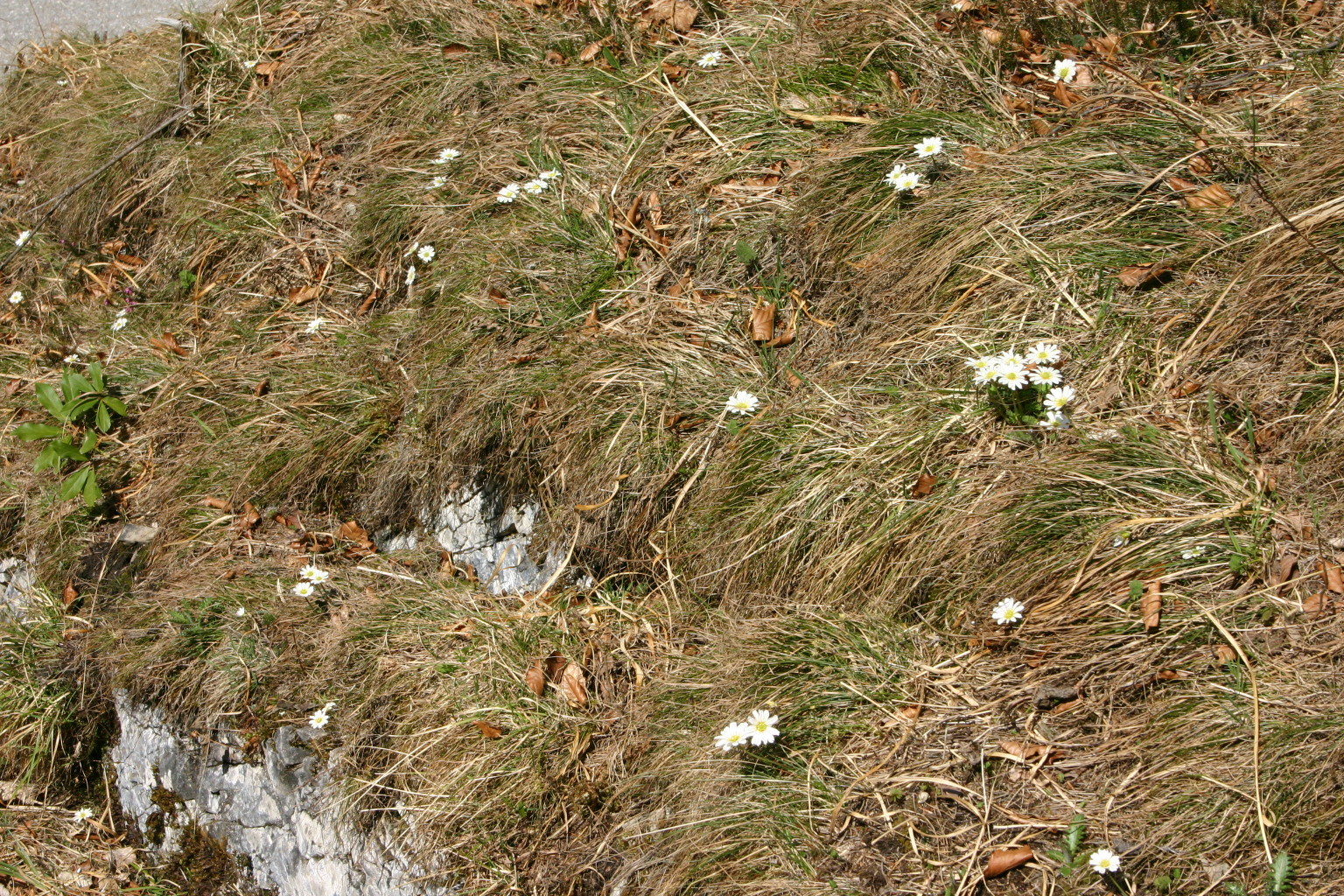
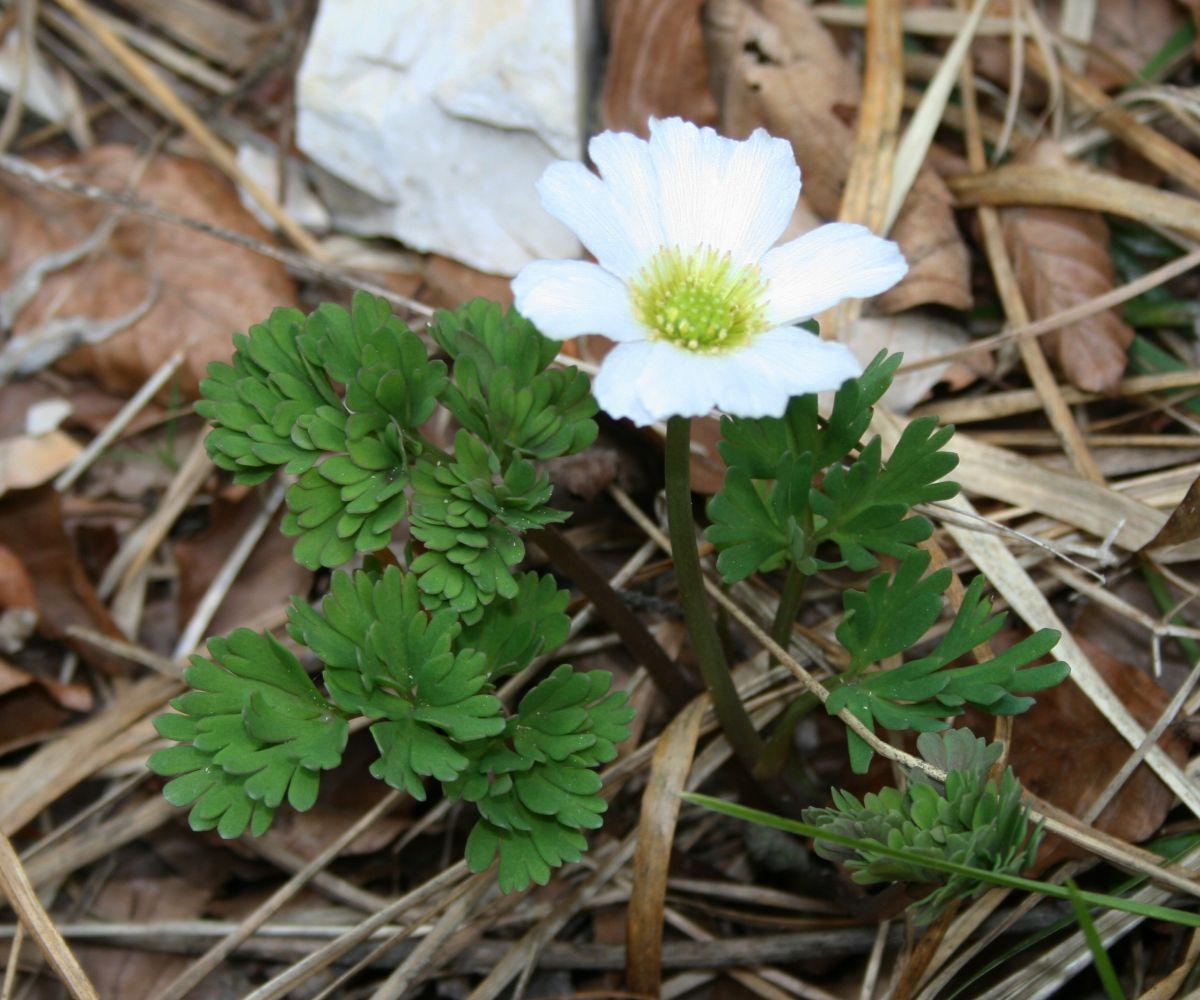